# Бастова (річка)
Бастова (пол. Bastowa) — річка в Україні, в Звягельському районі Житомирської області. Ліва притока річки Уж (басейн Прип'яті).

## Загальна інформація
Довжина річки 18 км. Бере свій початок на західній околиці села Брідок і тече переважно на північний схід через невелику водойму на східній околиці села, далі тече через села Симони та  Бастову Рудню. Тут змінює свій напрямок на південний схід і на східній околиці села впадає в Уж. 
Похил річки — 0,94 м/км.
У річку впадає багато безіменних струмків, які витікають з околиць Непізнаничів та Шевченкове.
Притоки: 

### Притоки
- Перейма[2]
- Познаниця — ліва притока. Швидкість течії — 1,3 м/с, ширина русла — 4 м, глибина — 0,5 м. Навколо річки виділена захисна смуга лісових насаджень шириною 150 м.[3].

## Цікавий факт
Річка Перейма зникла внаслідок проведення тотальної меліорації у 60-ті роки минулого століття.
У Бастові водиться щука, окунь, карась, пічкур та плітка.